# Prospero Piatti
Prospero Piatti (Ferrara, 1º giugno 1840 – Roma, 15 luglio 1902) è stato un pittore italiano.

## Biografia
La famiglia si trasferisce quando Prospero era ancora un ragazzo, nella capitale ha inizio la formazione con Alessandro Mantovani. Le attività cominciano con una serie di commissioni vaticane: il primo impegno gli affreschi delle Logge Vaticane o Logge Pie. Studia all'Accademia di San Luca con Tommaso Minardi e, per un anno, con Friedrich Overbeck. Queste frequentazioni lo impregnarono dello sbiadito stile del Purismo, corrente allora molto in voga a Roma. Nel 1865, ottenne una delle commissioni per decorare la Cappella del Coro del monastero della basilica di San Paolo fuori le mura, dove raffigurò la vita di Papa Gregorio VII.

## Opere
- 1868, Ciclo, apparato decorativo della Cappella delle Reliquie nel palazzo di Sant'Apollinare di Roma.
- XIX secolo, Ciclo, apparato decorativo della volta della Cappella del Sacro Cuore della basilica di Santa Maria sopra Minerva di Roma.
- 1879, Battesimo di Cristo, dipinto, opera custodita nella cattedrale di San Giorgio di Ferrara.
- XIX secolo, Ciclo, affreschi, opere presenti nel Santuario della Madonna del Buon Consiglio di Genazzano.
- 1894, Adorazione, trittico, opera presente nell'abside della chiesa dell'Addolorata di Mosciano Sant'Angelo.[2]
- 1895c., Ciclo, affreschi e decorazioni pittoriche raffiguranti Maria Regina Sanctorum Omnium, gli Apostoli, i Santi Pietro e Paolo, le martiri Santa Cecilia e Sant'Agnese, San Cornelio Papa, San Quirino, Sant'Ermete, San Nicodemo, Santa Domitilla, San Sebastiano, opere presenti nella Cappella della Lipsanoteca del vicariato di piazza Sant'Agostino di Roma.[3]

Opere realizzate in Italia, temporaneamente esposte presso istituzioni o mostre italiane e in seguito trasferite in Cile:
- ?, Aurora, tema ispirato al soggetto di un quadro di Guido Reni, raffigurazione riprodotta sul sipario del nuovo teatro municipale di Santiago del Cile.[4]
- ?, Sinite parvulos venire ad me, dipinto ispirato al brano evangelico di Cafarnao sul lago Tiberiade, opera documentata nelle sale di Casa Fernandez a Santiago del Cile.[5]
- 1898, Funerali di Cesare, dipinto, opera pervenuta al Museo nazionale delle belle arti di Santiago, in deposito presso la Biblioteca nazionale del Cile.[6]
- 1900, Catone alla festa dei Floralia a Roma, dipinto, opera pervenuta al Museo nazionale delle belle arti di Santiago, in deposito presso la Biblioteca nazionale del Cile.[6]